# Juan Gabriel Aguilar
Juan Gabriel Aguilar Osinaga (Cotoca, 15 de marzo de 1987), futbolista boliviano. Juega de lateral derecho o izquierdo y su actual equipo es el Universitario de Sucre de la Liga de Fútbol Profesional Boliviano. 

## Trayectoria
Gabriel Aguilar empezó su carrera futbolística a los 15 años en las divisiones inferiores del Club Oriente Petrolero donde jugó torneos competitivos y así fue adquiriendo experiencia. A los 17 años, su club actual, Oriente Petrolero lo contrató.
Después de participar el año 2006 y 2007 en la Selección de Bolivia categoría Sub-20, y de tener un constante crecimiento futbolístico y personal, se consagró Campeón Nacional 2010 con el Club Oriente Petrolero, en donde logró destacarse por su polifuncional función como lateral derecho e izquierdo a las órdenes del DT Gustavo Quinteros (Actual DT de la Selección de Bolivia).
Gabriel Aguilar, posee un Título de Bachiller en Humanidades y el 2013 obtendrá su Licenciatura en Administración de Empresas con Especialidad en Management Deportivo de la Washington University (USA). Actualmente reside en la Ciudad de Cotoca junto a su familia.

## Clubes
| Club                   | País    | Año             |
| ---------------------- | ------- | --------------- |
| Oriente Petrolero      | Bolivia | 2006 - 2011     |
| Universitario de Sucre | Bolivia | 2011 - 2012     |
| Nacional Potosí        | Bolivia | 2012 - presente |